# 阿汉吉斯
阿汉吉斯（西班牙語：Ajánguiz）是西班牙巴斯克自治区比斯开省的一个市镇。总面积7平方公里，总人口434人（2001年），人口密度62人/平方公里。